# Raed Ibrahim Saleh
Raed Ibrahim Saleh Haikal Al-Mukhaini (9 de junho de 1992) é um futebolista profissional omani que atua como defensor.

## Carreira
Raed Ibrahim Saleh representou a Seleção Omani de Futebol na Copa da Ásia de 2015.